# Madalena Schwartz
Madalena Schwartz (Budapest, 9 de octubre de 1923- São Paulo, 25 de marzo de 1993) fue una fotógrafa brasileña de origen húngaro, miembro del Foto Cine Club Bandeirante, donde se formó como fotógrafa, y de la denominada Escuela Paulista, junto a otros fotógrafos como Marcel Giró, José Yalenti y Gaspar Gasparian, entre otros muchos.

## Biografía
La familia  de Magdalena Schwartz emigró desde Hungría a Buenos Aires cuando ella tenía unos diez años, y no fue hasta 1960 que acabó en Brasil. Allí, tras comenzar una vida laboral en otros menesteres, fue donde, con más de 40 años de edad, terminaría estudiando y dedicándose a la fotografía. Consiguió un importante prestigio, con una gran predisposición por el retrato. El fotógrafo brasileño Pedro Karp Vásquez la bautizó como “la gran dama del retrato de nuestro país”.
Trabajó para importantes publicaciones brasileñas, como Iris, Planeta o Status, entre muchos otros.

## Premios (selección)
- 1983. Premio al mejor fotógrafo. APCA (Asociación Paulista de Críticos de Arte)[7]

## Publicaciones
- Crisálidas (Editorial IMS)[8]

## Exposiciones (selección)
- 2006. El contraluz en la Escuela Paulista, Foto Cine Clube Bandeirante, São Paulo
- 2007. Fragmentos: Modernismo en la fotografía brasileña. Galería Bergamin, São Paulo y Río de Janeiro
- 2021. Metamorfosis: Travestis y transformistas en San Pablo, años 70. Museo de Arte Latinoamericano de Buenos Aires (MALBA),  Buenos Aires